# フティア (小惑星)
フティア (189 Phthia) は、小惑星帯に位置する、明るい岩石質の小惑星の一つ。
1878年9月9日にアメリカ合衆国の天文学者、クリスチャン・H・F・ピーターズによりニューヨーク州クリントンで発見された。

## 名称
古代ギリシアの地名プティーア（プティア）にちなんで命名された。プティーアは、古典叙事詩『イーリアス』の英雄アキレウス（アキレス）の故郷である。